# ОпиумRoz
ОпиумRoz — дебютный альбом российской поп-группы Serebro, выпущенный 25 апреля 2009 года на лейбле «Монолит Рекордс». Изначально выпуск планировался на 17 сентября 2008, но возникли проблемы со списком композиций. Также планировалось выпустить англоязычную версию альбома. Альбом включает в себя 11 треков — все оригинальные выпуски группы, начиная с дебюта «Song #1», занявшей на «Евровидении» третье место, и заканчивая балладой «Скажи, не молчи».

## Об альбоме
Изначально выпуска альбома был назначен на 17 октября 2008, также некоторые источники указывали ещё более ранние сроки, но из-за проблем со списком композиций и финансового кризиса выпуск был отложен на полгода. Альбом был выпущен 25 апреля. Несмотря на тяжёлую экономическую ситуацию, в поддержку альбома был устроен бесплатный концерт c участием других артистов Максима Фадеева на Поклонной горе в Москве, который собрал около 70 тысяч человек.

## Список композиций
| №   | Название                                       | Текст песни                     | Музыка         | Длительность |
| --- | ---------------------------------------------- | ------------------------------- | -------------- | ------------ |
| 1.  | «Song #1» (Песня №1)                           | Даниил Бабичев                  | Максим Фадеев  | 3:01         |
| 2.  | «Дыши»                                         | Максим Фадеев                   | Максим Фадеев  | 4:30         |
| 3.  | «Under Pressure» (Под давлением)               | Даниил Бабичев                  | Максим Фадеев  | 4:35         |
| 4.  | «Dirty Kiss» (Грязный поцелуй)                 | Даниил Бабичев                  | Максим Фадеев  | 4:42         |
| 5.  | «Sound Sleep» (Крепкий сон)                    | Даниил Бабичев, Ольга Серябкина | Максим Фадеев  | 5:11         |
| 6.  | «Пыль ангелов (сольный трек Елены Темниковой)» | Леона Войналович                | Максим Фадеев  | 3:31         |
| 7.  | «Never Be Good» (Никогда не буду хорошей)      | Даниил Бабичев                  | Максим Фадеев  | 3:16         |
| 8.  | «Whats Your Problem» (В чём проблема?)         | Даниил Бабичев                  | Даниил Бабичев | 3:35         |
| 9.  | «Скажи, не молчи»                              | Ирина Секачёва                  | Максим Фадеев  | 3:30         |
| 10. | «Опиум»                                        | Максим Фадеев                   | Максим Фадеев  | 3:44         |
| 11. | «Мы взлетаем (сольный трек Ольги Серябкиной)»  | М. Фадеев / И. Секачёва         | Максим Фадеев  | 4:30 / 7:38  |

## Коммерческий успех альбома

### Синглы
| Год  | Название          | Лучший Результат | Лучший Результат | Лучший Результат | Лучший Результат | Лучший Результат | Лучший Результат | Лучший Результат | Лучший Результат |
| Год  | Название          | RUS              | UKR              | LTU              | UK               | SWE              | SWI              | DNK              | EU               |
| ---- | ----------------- | ---------------- | ---------------- | ---------------- | ---------------- | ---------------- | ---------------- | ---------------- | ---------------- |
| 2007 | «Song #1»         | 1                | —                | 36               | 99               | 35               | 68               | 72               | 247              |
| 2007 | «Дыши»            | 2                | —                | —                | —                | —                | —                | —                | —                |
| 2008 | «Опиум»           | 1                | 4                | —                | —                | —                | —                | —                | —                |
| 2008 | «Скажи, Не Молчи» | 1                | 5                | —                | —                | —                | —                | —                | —                |

## Участники записи
- Елена Темникова — вокал
- Ольга Серябкина — вокал
- Марина Лизоркина — вокал
- Максим Фадеев — бэк-вокал, продюсирование, микширование
- Даниил Бабичев — продюсирование, микширование

## Интересные факты
«Пыль ангелов» и «Мы взлетаем» являются сольными песнями участниц группы: первая — Елены Темниковой, вторая — Ольги Серябкиной.